# 鳳凰城動物園
鳳凰城動物園（英語：Phoenix Zoo），1962年開業，是美國最大的私營動物園。位於亞利桑那州鳳凰城帕帕戈公園，由羅伯特·梅塔格建立，園區佔地125 acre（51 ha），獲選為鳳凰城驕傲點之一。

## 外部連結
- 维基共享资源上的相關多媒體資源：鳳凰城動物園
- OpenStreetMap上有關鳳凰城動物園的地理
- 官方网站